# Neustadtviertel
Das Neustadtviertel liegt in der Linzer Innenstadt und war von 1957 bis 2013 ein eigener statistischer Bezirk von Linz.

## Geographie
Das Neustadtviertel liegt im Zentrum von Linz und wird von der Mozartstraße, Landstraße, Blumauerstraße und Khevenhüllerstraße begrenzt. Im Zentrum des Stadtteils liegt der Hessenplatz.

### Nachbarstadtteile
Im Norden grenzt es an das Rathausviertel, im Osten an das Franckviertel, im Süden getrennt durch die Gleise der Westbahn an das Makartviertel und im Westen an das Volksgartenviertel.

## Geschichte
Um 1800 war das Gebiet des heutigen Neustadtviertels größtenteils noch unbebaut. Durch die steigende Anzahl von Fabriken stieg jedoch auch die Einwohnerzahl von Linz stark an. Zum Schutz vor gesundheitlichen Schäden siedelte man die neuen Fabriken weitab vom ursprünglichen Stadtkern an, wo auch Arbeitersiedlungen entstanden. Zwischen der Pferdeeisenbahn im Osten, der Westbahn im Süden, der Landstraße und der Mozartstraße entstand ab 1862 ein beliebtes Wohnviertel für Angestellte und Beamte, das Neustadtviertel. Die Straßen legte man geradlinig im Schachbrettmuster an, die Häuser wurden einige Stockwerke hoch gebaut und mit dem für die Gründerzeit typischen Fassadendekor versehen. Erst in den 1950er Jahren wurde das Straßennetz im Zuge der Errichtung des Baublocks an der Goethe-/Dinghoferstraße vollendet.
Zentrum des Viertels ist der Hessenplatz. Er wurde nach einem alten Hausregiment der Stadt benannt. Die Linzer Märkte wurden vom Hauptplatz hierher verlegt und schließlich wurde ein großer Park mit einem Brunnen angelegt. Heute ist der Hessenplatz auch eine wichtige Haltestelle für den lokalen Obus- und den regionalen Autobusverkehr. In den letzten Jahren wurde das Neustadtviertel stark durch den Zuzug von Migranten geprägt.

## Religionen
Im Norden des Stadtteiles befindet sich die evangelische Martin-Luther-Kirche, im Osten die katholische Familienkirche. Zudem finden sich zwei Moscheen im Stadtteil.

## Wichtige Gebäude
- Wirtschaftskammer Oberösterreich
- Familienkirche (Linz)
- Martin-Luther-Kirche (Linz)
- Landesrechnungshof
- HTL I – Bautechnik, Kunst und Design
- Mozartschule
- Südbahnhof
- Kinder- und Jugendanwaltschaft der oberösterreichischen Landesregierung
- Blumau Tower
- Musiktheater